# Eskiya, le Bandit
Pour plus de détails, voir Fiche technique et Distribution.
Eskiya, le Bandit (Eșkiya) est un film turc de Yavuz Turgul, sorti en 1996. Le rôle principal est tenu par Şener Şen. 
Avec plus de 2,4 millions de spectateurs, il est considéré comme l'une des grandes réussites du cinéma turc.

## Synopsis
Baran est libéré après 35 ans de prison. Il faisait partie d'une bande de brigands qui sévissait autrefois sur les contreforts du Mont Cudi, avant que l'armée ne les arrête tous. Au cours de sa longue détention, tous ces anciens complices sont décédés. Enfin libre, le vieux bandit retourne d'abord dans son village. Mais celui-ci est complètement abandonné, détruit et à moitié noyé sous les eaux d'un barrage. Il retrouve toutefois une vieille femme, restée seule, qui le reconnaît. Elle lui révèle que, à l'époque, il a été trahi par son meilleur ami, Berfo, qui voulait la main de Kejê, la jeune fille qu'il aimait alors. Baran apprend dans la bourgade voisine que Berfo et la femme seraient à Istanbul. Après s'être équipé d'une arme, il prend la route pour Istanbul, une ville immense qu'il n'a jamais vue et dont il ne sait rien, avec l'intention de châtier le traître. 
Au cours de son voyage en train, il fait par hasard la connaissance d'un jeune voyou, Cumali. Il accepte de lui rendre un service. Il sort ainsi le jeune homme d'une situation difficile, lui permettant d'échapper à la fois à la police et au courroux des trafiquants de drogues pour lesquels il « travaille ». Les deux hommes se lient alors d'amitié. Cumali trouve une chambre au vieil homme dans le petit hôtel où il loge aussi. 
Un soir, alors qu'ils regardent le journal télévisé, Baran reconnaît son ennemi sur l'écran : celui-ci a changé son nom et est devenu un riche et puissant homme d'affaires, mais il est malade, cloué sur un fauteuil roulant. Baran presse alors son nouvel ami et sa bande de l'aider à accéder au domicile de Berfo, devenu Mahmut Şahoğlu.
Il n'est pas difficile à Cumali de trouver la villa de l'homme d'affaires. Mais quand les deux hommes se mettent à l'observer, les gardes du corps interviennent, les interrogent et les expulsent du périmètre. Mais leur patron a reconnu Baran. Le lendemain, il l'invite à venir chez lui. Les deux hommes, qui ne se sont pas vus depuis 35 ans, confrontent leur version des faits, qui ne correspondent pas. Berfo fait ensuite venir Kejê, qui s'est enfermée dans un mutisme total depuis lors. Retrouvant Baran, Kejê se remet à parler. Baran, ne sachant plus vraiment que faire, prend congé d'eux.
Pendant ce temps, Cumali tombe des nues. Depuis des mois, il soutient financièrement Sedat, le frère de son amie Emel, qui est en prison. Or, ce jour-là, il apprend que Sedat s'est évadé de prison et qu'Emel a disparu. Il comprend que ceux-ci n'étaient nullement frère et sœur, mais amants, et qu'ils l'ont utilisé : sans le savoir, il a même financé l'évasion. Par ses contacts, il trouve l'hôtel où ils se sont cachés, les découvre ensemble au lit et les tue. 
Mais les choses se compliquent encore. Cumali est enlevé et menacé de mort par le chef des trafiquants de drogues, auprès duquel il s'est endetté. Baran, pour tirer d'affaires son jeune ami, se rend chez Berfo et obtient de lui un gros chèque, en échange de laisser tomber toute vue sur Kejê. Baran et Kejê se disent alors adieu définitivement. 
Baran donne le chèque au chef des trafiquants de drogues et Cumali est libéré. Comme il est désormais recherché pour double meurtre, Baran le convainc de partir avec lui en montagne. Mais le lendemain, Cumali essuie le feu de la bande des trafiquants de drogues: le chèque n'était pas couvert. Cumali est gravement blessé mais parvient à se réfugier sur le toit de l'hôtel. Baran l'y trouve quelques heures après, mais il est trop tard. Cumali meurt dans ses bras. 
Cette fois, Baran, furieux, redevient pleinement l'« eșkiya » qu'il a été. Il tue d'abord Berfo. Puis il se rend au repaire des trafiquants de drogues et les abat tous l'un après l'autre.
Poursuivi bientôt par la police, il se réfugie sur les toits. Cerné, il refuse de se rendre, car il ne veut pas retourner en prison. Il engage le combat contre les policiers. Au cours de la fusillade, il perd une amulette que lui avait donnée la vieille femme au village. C'est alors qu'il finit par être tué.

## Fiche technique
- Titre original : Eșkiya
- Titre français : Eskiya, le Bandit[1]
- Réalisateur et scénariste : Yavuz Turgul
- Producteur : Mine Vargı
- Musique : Erkan Oğur, Aşkın Arsunan
- Photographie : Uğur İçbak
- Sociétés de production : Filma-Casa, Artcam, Geopoly
- Genre : drame
- Durée : 121 minutes
- Date de sortie
  - Turquie : 29 novembre 1996
  - France : 27 mai 1998[1]

## Distribution
- Şener Şen : Baran
- Uğur Yücel : Cumali
- Şermin Şen : Kejê
- Kamuran Usluer : Berfo/Mahmut Şahoğlu

## Sortie et accueil
- Le film est regardé à sa sortie par plus de 3 millions de spectateurs, dont 250 000 en Allemagne[2]. Il est projeté en version sous-titrée en Allemagne à partir du 16 octobre 1997[3], et en Suisse à partir de janvier 1998[4].
- Le film occupe la position 193 sur l'Internet Movie Database [5].

## Récompenses
- 1997 : Bogey Awards (Allemagne)
- 1998 : Festival international du film de Tróia : prix du Dauphin d'or[6]